# Sicydium salvini
Sicydium salvini is een straalvinnige vissensoort uit de familie van grondels (Gobiidae). De wetenschappelijke naam van de soort is voor het eerst geldig gepubliceerd in 1884 door Ogilvie-Grant.